# بایرد
بایرد (انگلیسی: Baird) شرکت خدمات مالی آمریکایی است، که در سال ۱۹۱۹ توسط رابرت بایرد تأسیس شد.